# Аланья (Италия)
Ала́нья (итал. Alagna) — коммуна в Италии, расположена в регионе Ломбардия, в провинции Павия.
Население составляет 755 человек, плотность населения составляет 94 чел./км². Занимает площадь 8 км². Почтовый индекс — 27020. Телефонный код — 00382.
Покровителем коммуны почитается святой Герман Осерский, празднование в первое воскресение августа.

## История
Существует предположение, что название "Аланья" связано с регионом Aliana inter Padum Ticinumque amnes, упомянутым Плинием Старшим в его труде "Naturalis Historia", который был известен своим производством льна. Этот регион, находящийся между реками Тичино и По, предположительно соответствует современной Ломеллине.
В списке земель, находившихся под управлением Павии в 1250 году, деревня упоминалась как Алланья. Тогда она являлась частью территории Ломеллина. С 1466 года деревня перешла под управление рода Саннадзаро-де-Бургонди, которому её передала семья Сфорца в дар дому Маласпина. В 1713 году, вместе с Ломеллиной, она вошла в состав владений Савойского дома, а в 1859 году была официально включена в провинцию Павия.

## Достопримечательности
- Замок Аланья

## Спорт

### Футбол
Футбольная команда города «A.S.D Alagna» участвовала в чемпионате Promozione. Официальные цвета клуба — зеленый и черный цвета. Команда установила рекорд по количеству забитых голов в сезоне 2014/2015 — 101 голов. В настоящее время команда является женской, и она принимает участие в чемпионате CSI.

## Демография
Динамика населения: